# Ext2Fsd
Ext2Fsd是一個開放源碼的驅動開發計畫，允許WinNT／Win2K／WinXP等多個平台存取ext2/ext3/ext4的檔案系統。ext2主要用於以Linux為主的作業系統，而為Windows平台提供對ext2的支援，有助平台間的檔案交流。最新版本是0.6.9。

## 特色
最新版本已支援：
- ext2
- ext3
- htree index
- uninit_bg

## 外部連結
- 計畫網頁
- SourceForge.net上的Ext2Fsd